# Armadura (hidrologia)

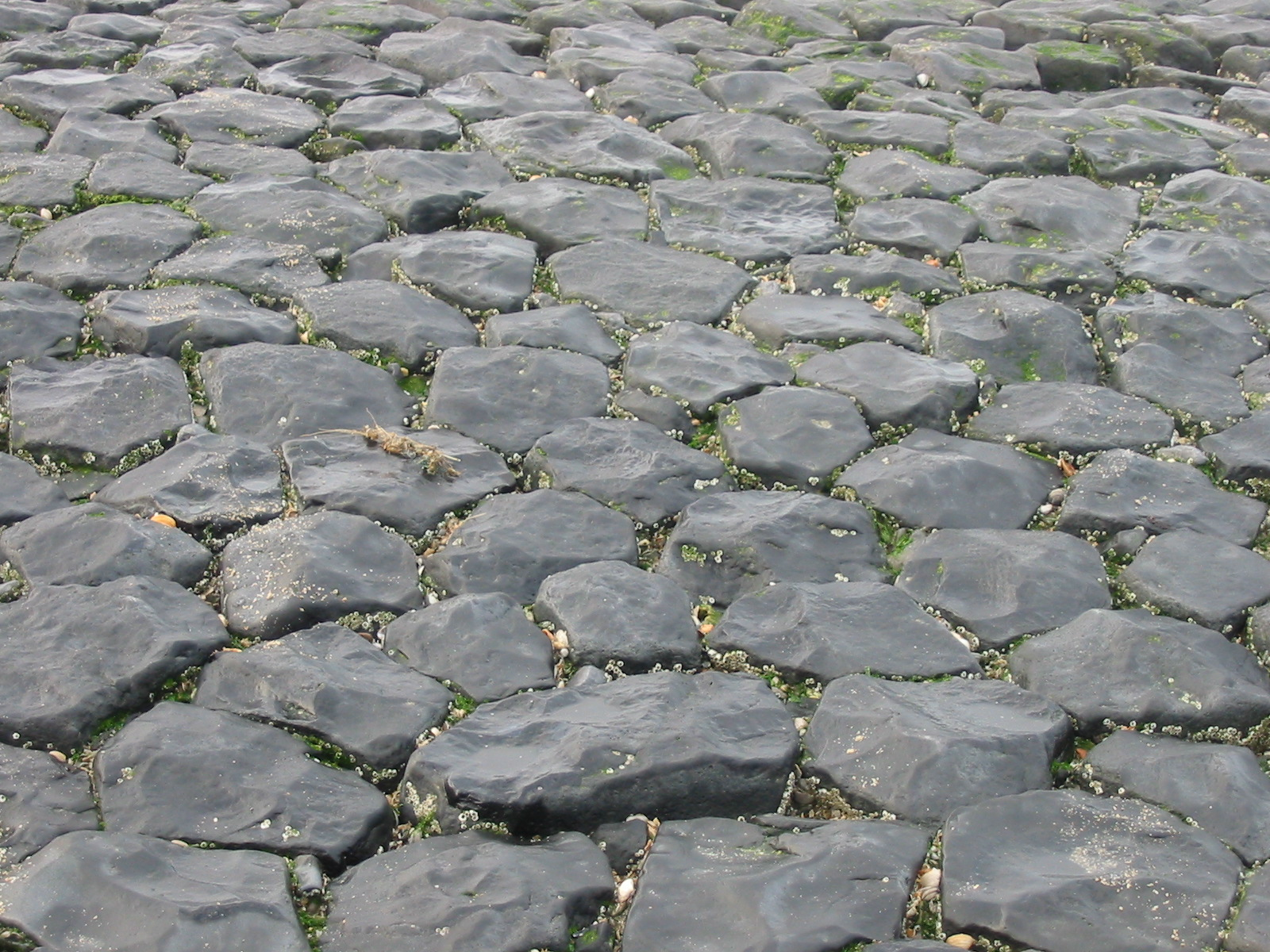
Armadura de blocs de basalt

En hidrologia i geografia, una armadura és l'associació de còdols de superfície, roques o blocs de pedra en els llits de rierol o platges. Generalment l'armadura hidrològica es produeix naturalment; tanmateix, hi ha una forma artificial que es coneix generalment com riprap, que es forma quan les riberes o els rierols estan enfortits amb una protecció contra l'erosió amb grans pedres o objectes de formigó fabricats artificialment. En el cas que l'armadura estigui associada amb platges en forma de còdols o pedres mitjanes de 2 a 200 mil·límetres, l'accident geogràfic resultant es denomina normalment macar. El modelatge hidrològic indica que típicament en un entorn d'etapa d'inundació (flood stage), l'armadura de llit roman al seu lloc.

## Diagrama de Hjulstroms

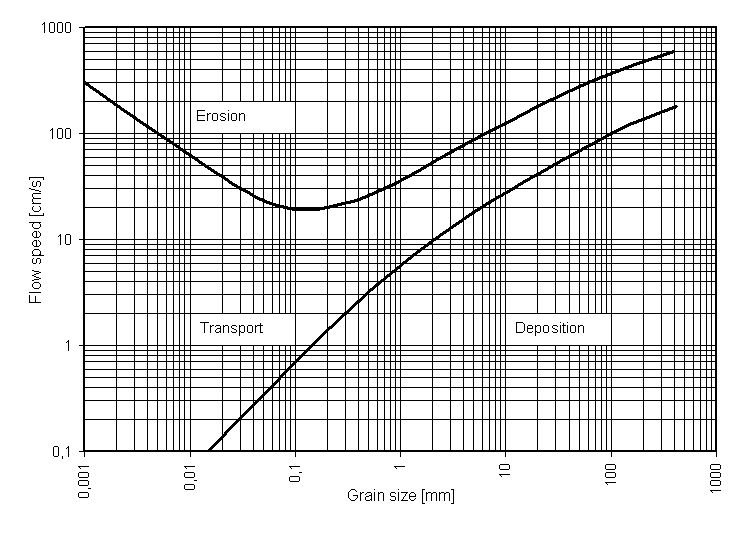
Diagrama de Hjulstroms

L'armadura de llit del riu és sovint transportada mitjançant l'arrossegament, i més concretament la suspensió i salt. Ambdós processos impliquen moure el sediment tant a prop com al voltant de la llera del riu. Quan sediment es arrossegat, s'està movent cap avall mitjançant les forces entre les capes d'aigua que l'envolta, i una vegada que s'estabilitza, comença a crear una capa al llit del riu. Aquesta capa de sediment canvia la hidrologia del riu al voltant seu, ja que una vegada es forma aquesta capa en el fons, afecta la hidrologia del riu. Aquesta capa de sediments al llit del riu pot actuar com a barrera per al flux entrant, i depenent de la mida i distribució dels grans, pot fer canviar el riu. Entendre el diagrama de Hjulstroms és important, ja que representa a quina mida de gra i a quina velocitat de flux una partícula és transportada. El pendent present a la part superior esquerra del gràfic és a causa de la cohesió entre l'argila i el fang.

## Mida de les partícules

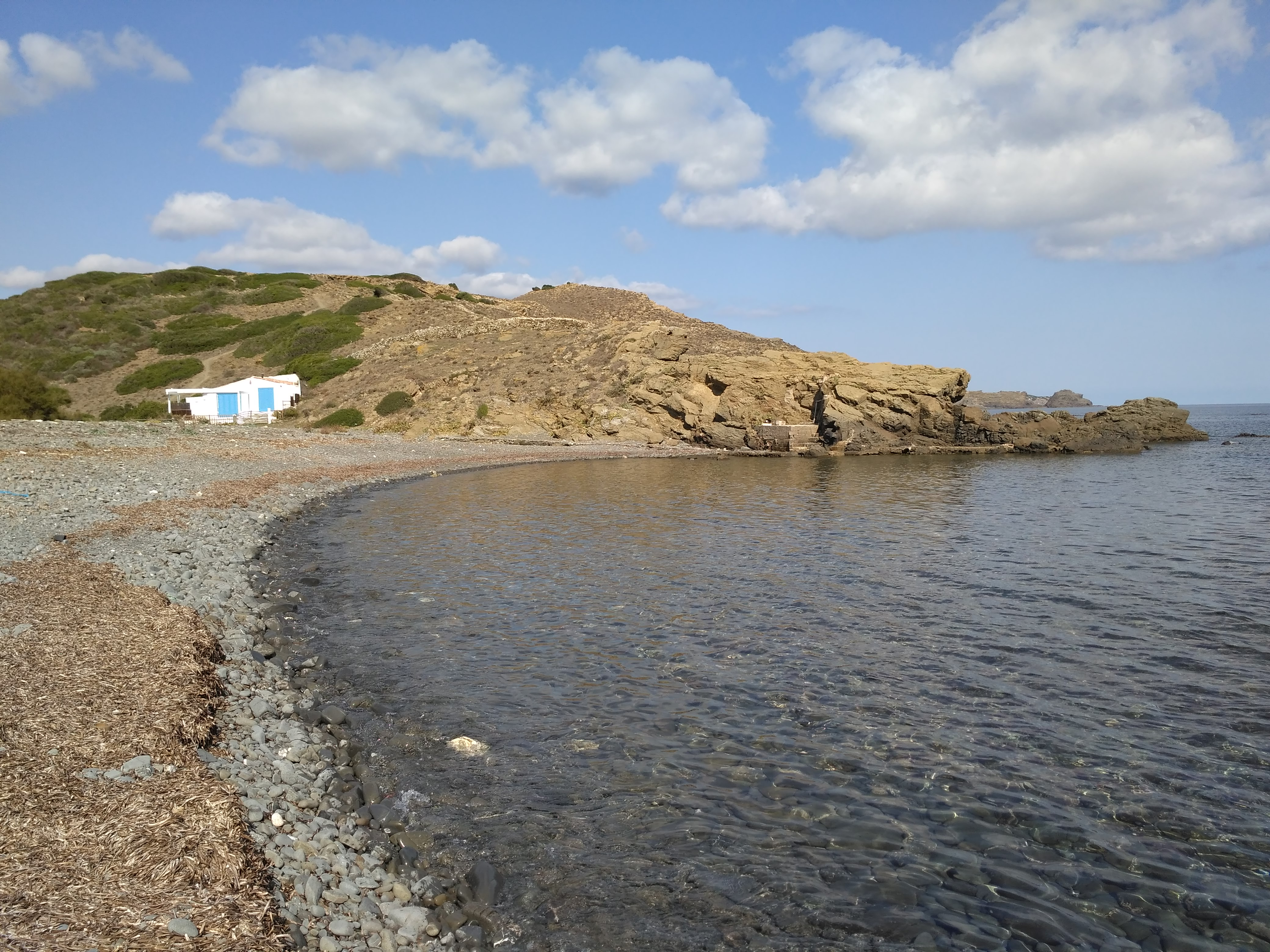
Macar amb armadura de còdols

La distribució i la mida dels sediments poden ajudar de vegades a indicar el tipus de riu i la direcció del flux general. La distribució del gra de l'armadura del llit és essencial per entendre l'armadura en sí, i la seva funció depèn de la mida de l'armadura. Per exemple, si hi ha una peça gran de sediment que seu sobre la capa d'armadura de la llera del riu, podria canviar el llindar per flux crític. El canvi en flux crític al fons del corrent o al fons del riu poden canviar la turbulència del flux, i crear tipus diferents de sistemes de riu que depenent del nivell d'impacte que tingui el canvi de flux. Aquest efecte pot crear un bucle positiu, amb el flux crític interrompent els sediments més petits aigües avall que repeteixen el procés.

## Potència del corrent
La potència del corrent expressa la quantitat d'energia que un riu exerceix sobre el llit on es mou. L'equació s'utilitza principalment per entendre la força en termes de l'aigua que erosiona el seu llit. L'armadura de llit està directament involucrada amb aquestes equacions, quan la força del corrent augmenta l'acció de l'aigua sobre els sediments també pot augmentar. Això pot provocar canvis i moviments dins del corrent en relació amb als sediments de la capa inferior.